# 1722 w muzyce
Wydarzenia muzyczne w 1722 roku.

## Dzieła
- Tomaso Albinoni – 12 Concerti con oboe op. 9
- Johann Sebastian Bach – Französische Suiten
- Jan Dismas Zelenka – Miserere w d
- Jan Dismas Zelenka – Vide Domine w C

## Urodzili się
- 16 lutego – Regina Mingotti, włoska śpiewaczka operowa (sopran) (zm. 1808)
- 8 kwietnia[a] – Jakob Friedrich Kleinknecht, niemiecki kompozytor, flecista i skrzypek (zm. 1794)
- 12 kwietnia – Pietro Nardini, włoski kompozytor i skrzypek (zm. 1793)
- 30 czerwca – Jiří Antonín Benda, niemiecki kompozytor i kapelmistrz pochodzenia czeskiego (zm. 1795)

## Zmarli
- 5 czerwca – Johann Kuhnau, niemiecki kompozytor, organista, kantor, teoretyk muzyki i pisarz (ur. 1660)
- 24 listopada – Johann Adam Reincken, niemiecko-holenderski kompozytor i organista (ur. 1643)